# Темат
Темат (нід. Themaat) — селище в нідерландській провінції Утрехт. Входить до муніципалітету Утрехт.